# 8005 Albinadubois
8005 Albinadubois eller 1988 MJ är en asteroid i huvudbältet som upptäcktes 16 juni 1988 av den amerikanske astronomen Eleanor F. Helin vid Palomar-observatoriet. Den är uppkallad efter fransyskan Albina du Boisrouvray.